# Proteriusz (patriarcha Aleksandrii)
Proteriusz (zm. 457) – chalcedoński patriarcha Aleksandrii, męczennik, święty Cerkwi prawosławnej i Kościoła katolickiego. 

## Życiorys
Urząd patriarchy pełnił w latach 451–457. Został zamordowany przez monofizytów.